# 葉禮庭
邁克爾·格蘭特·伊格纳季耶夫（英語：Michael Grant Ignatieff，加拿大華人譯作葉禮庭，1947年5月12日—），是中歐大學前校長，加拿大自由黨前任黨魁，曾擔任加拿大國會下議院官方反對黨領袖。他是國際著名的學者、教授、作家、和新聞從業員，在國際學界公認人權、民主、公共安全、國際事務的權威。

## 教育经历
葉禮庭於1947年在多倫多出生，為家中長子。父親佐治（George Ignatieff）是俄羅斯出生的加拿大外交官，母親則是加拿大出生的傑西·艾莉森·格蘭特。伊格纳季耶夫的童年时期，随着父亲在外交职位上的晋升，一家人经常移居国外。
1959年，11岁的葉禮庭回到加拿大，入讀上加拿大学院（Upper Canada College），1965年畢業。伊格纳季耶夫在1965年联邦选举期间自愿加入自由党，在同年聯邦大選中協助自由黨皮爾遜總理在約克南選區拉票。毕业后，他到多倫多大學三一學院修讀歷史，期間曾於《環球郵報》擔任兼職記者，并担任自由党全国青年组织者和特魯多總理领导竞选活动的代表。本科毕业后，他到牛津大學進修，其間深受以賽亞·伯林的影響。1969年畢業后到哈佛大學歷史系進修，1976年獲頒博士學位。大學畢業之後，他第一份工作是1976年至1978年於卑詩省大學出任歷史學助理教授。

## 职业生涯

### 英国
1978年至1984年，他在剑桥大学国王学院担任高级研究员。之后他移居伦敦，开始专注于作家和记者的职业生涯。他的著作《俄罗斯相册》记录了他的家族在十九世纪俄罗斯以及随后的流亡经历的历史，并荣获1987年非小说类总督奖和英国皇家文学学会在加拿大的海涅曼奖。
在英国生活期间，他广泛旅行，作为广播电视播音员而闻名。1990年至1993年，他还是《观察家报》的编辑专栏作家。他的纪录片系列《血统与归属：新民族主义之旅》于1993年在BBC播出，荣获加拿大双子座奖。他后来将这个系列改编成书《血统与归属：新民族主义之旅》，详细描述了冷战后时期民族主义的危险。该书荣获戈登·蒙塔多最佳加拿大社会问题书籍奖和多伦多大学莱昂内尔·格尔伯奖。他还创作了小说《疤痕组织》，该小说入围1994年布克奖。1998年，他参加了BBC广播电台长期讨论系列《我们的时代》的第一个小组，同年出版的《以赛亚·柏林》传记入围犹太季刊非小说类文学奖和詹姆斯·泰特·布莱克纪念奖。

### 美国
2000年，他受哈佛大學任命為肯尼迪政府学院卡爾人權政策學院（Carr Centre for Human Rights Policy）院長。与加雷斯·埃文斯一起帮助为国际干预和国家主权委员会准备报告《保护的责任》。 该报告探讨了国际社会参与在科索沃和卢旺达的作用，并倡导在未来人道主义危机中建立“人道主义”干预框架。2000年，他发表了题为《权利革命》的梅西讲座（Massey Lectures），该讲座于当年晚些时候出版。
他2003年出版的《帝国精简版：波斯尼亚、科索沃和阿富汗的国家建设》一书认为，美国有责任通过国家建设以及必要时的军事力量来创建一个“人道主义帝国”。伊格纳季耶夫的干预主义方针导致他支持2003年入侵伊拉克。伊格纳季耶夫表示，为了国际安全和人权的利益，美国有责任竭尽全力推翻伊拉克总统萨达姆·侯赛因。
2004年，他出版了《小恶：恐怖时代的政治伦理》，一部分析911后世界人权的哲学著作。 伊格纳季耶夫认为，在某些情况下，可能需要对恐怖嫌疑人进行无限期拘留或强制审讯，以打击恐怖主义。该书引起了相当大的关注，但也为他招致了一些批评。
2005年在都柏林举行的国际特赦组织演讲中，他主张“如果没有美国的领导，我们就不会有国际人权”。2005年，他受到《查禁目录》编辑委员会同事的批评，人权倡导者康纳·吉尔蒂称伊格纳季耶夫属于“为侵犯人权行为而焦头烂额、道歉的辩护者”。伊格纳季耶夫以辞去索引编辑委员会的职务作为回应，并坚称他支持完全禁止酷刑。

### 加拿大
2004年，三名自由黨要員前往麻省劍橋市遊說葉禮庭返回加拿大角逐國會下議院議席并考慮角逐下屆黨魁。2005年左右，伊格纳季耶夫被频繁地提及为下一届加拿大联邦选举的自由党候选人，有关其政治生涯开始的谣言四起。他离开哈佛大学，成为多伦多大学杰克曼人权政策教授和多伦多大学芒克国际研究中心的高级研究员。在2005年3月自由黨黨大會演說中，他提醒黨員繼續捍衛自由黨的重要宗指，包括慷慨、國家團結、獨立主權、平等公義、以及選擇的果斷和統治的意志。2005年11月，葉禮庭宣佈尋求自由黨候選人資格，在2006年聯邦大選中代表該黨角逐多倫多怡陶碧谷湖濱區國會議員。
2006年1月23日，葉禮庭當選為怡陶碧谷湖濱區（Etobicoke-Lakeshore）國會議員。自由黨在該屆大選失去執政地位後，黨魁保羅·馬丁請辭，而葉禮庭則於同年4月7日宣佈競選自由黨黨魁。同年12月的自由黨大會上，狄安擊敗葉禮庭成為黨魁。狄安在黨大會後委任葉禮庭為副黨魁。
他继续撰写有关伊拉克的主题并表示“萨达姆·侯赛因在伊拉克对库尔德人和什叶派所做的事情”足以为入侵提供理由。随着时间的推移，他对伊拉克战争的支持开始减弱，最终完全放弃了对战争的支持。在2007年《纽约时报杂志》的一篇文章中，他写道：“伊拉克正在发生的灾难谴责了一位总统的政治判断，但它也谴责了许多其他人的判断，包括我自己，曾作为评论员支持入侵。”伊格纳季耶夫归咎于一般学者和知识分子的典型特征，即“将特定事实概括和解释为某个大思想的实例”，而在政治领域“细节比笼统更重要”。哈佛大学研究人权和人道主义干预的历史学家塞缪尔·莫因（Samuel Moyn）认为，伊格纳季耶夫是那些通过为伊拉克战争辩护而“玷污了自己的声誉”的人之一，并称他后来的公开道歉“令人尴尬地空洞”。
2008年12月10日，葉禮庭於自由黨黨團會議上獲選為臨時黨魁，接替提早離任的狄安。2009年4月自由黨大會正式獲任命為黨魁。
2011年聯邦大選，葉禮庭領導的自由黨於大選中失利，下議院議席由上屆（2008年）的77席下降至34席，僅獲得18.9%的選票，為該黨有史以來最差表現，而自由黨首次成為第三大黨，並失去官方反對黨地位。葉禮庭亦同時失去議席。選舉翌日，葉禮庭宣布辭去自由黨黨魁一職，並轉往多倫多大學任教。

### 重返美国
2013年1月，伊格纳季耶夫重新加入哈佛肯尼迪学院，并在多伦多和马萨诸塞州剑桥之间往返。2014年，伊格纳季耶夫全职返回哈佛大学，并离开多伦多大学，于7月起担任哈佛大学肯尼迪学院新闻、政治和公共政策爱德华·R·默罗（Edward R. Murrow）讲席教授。

### 匈牙利
2016年5月，迈克尔·伊格纳蒂耶夫接替约翰·沙特克，成为匈牙利布达佩斯中欧大学第五任校长。伊格纳季耶夫领导了该大学历史上的一个动荡时期，中欧大学指责匈牙利政府挑战其继续在匈牙利运营的合法权利。伊格纳季耶夫和中欧大学的立场是，匈牙利政府的干预是右翼总理维克托·欧尔班与该大学的主要捐助者、富有的金融家乔治·索罗斯之间更广泛仇恨的一部分。伊格纳季耶夫的个人立场是，匈牙利政府和中欧大学之间的紧张关系是欧洲民主理想与欧洲保守右翼独裁倾向之间更广泛紧张关系的一部分。

### 奥地利
2019年，伊格纳季耶夫因其对捍卫民主的贡献而被授予丹·大卫奖。2021年7月31日，伊格纳季耶夫辞去中欧大学校长职务，由沙利尼·兰德里亚接任，并于2022年1月重返课堂，担任中欧大学历史学系教授。

## 家庭
叶礼庭許多祖先都是加拿大和俄羅斯著名歷史人物。其曾祖父及祖父均世襲伯爵爵位。曾祖父尼古拉·伊格那提耶夫是沙皇亞歷山大三世的第一任內政大臣。祖父保羅·伊格納蒂夫是末代沙皇尼古拉二世的最後一任教育大臣，也是唯一未被革命黨在十月革命中槍決的沙俄末朝大臣，並於1925年攜同一家抵達加拿大。父親佐治·伊格納蒂夫在加拿大聯邦政府任職外交官，其後一路遷升，仕途順遂，曾任加拿大駐南斯拉夫、北約以及駐聯合國大使。
葉禮庭與其妻蘇巧蘭（Zsuzsanna Zsohar）在英國廣播公司工作時認識。他與前妻育有兩名子女，葉理敖（Theo）和葉索菲（Sophie）。

## 著作

### 小說
- Asya, 1991
- Scar Tissue, 1993
- Charlie Johnson in the Flames, 2005

### 非小說
- A Just Measure of Pain: Penitentiaries in the Industrial Revolution, 1780-1850, 1978
- The Needs of Strangers, 1984
- The Russian Album, 1987
- Blood and Belonging: Journeys Into the New Nationalism, 1994
- Warrior's Honour: Ethnic War and the Modern Conscience, 1997
- Isaiah Berlin: A Life, 1998
- Virtual War: Kosovo and Beyond, 2000
- The Rights Revolution, Viking, 2000
- Human Rights as Politics and Idolatry, Anansi Press Ltd, 2001
- Empire Lite: Nation-Building in Bosnia, Kosovo and Afghanistan, Minerva, 2003
- The Lesser Evil: Political Ethics in an Age of Terror, Princeton University Press, 2004
- American Exceptionalism and Human Rights (ed.), Princeton University Press, 2005.

### 中文译作
- 自由主義思想大師－以撒‧柏林傳, 高毅‧高煜譯,台北:立緒,1998
- 虛擬戰爭從科索沃談起,吳福生、黃俊彥譯,台北:國防部史政編譯局,民國90年7月